# Das Zuchthaus der verlorenen Mädchen
Das Zuchthaus der verlorenen Mädchen (Caged Heat) ist ein Frauengefängnisfilm aus dem Jahr 1974. Es handelt sich um den ersten Langspielfilm des US-amerikanischen Regisseurs Jonathan Demme.

## Handlung
Nach Verurteilung wegen Raubes wird Jackie in ein Frauengefängnis verlegt, in dem die Insassinnen unter der brutalen Herrschaft der sadistischen, im Rollstuhl sitzenden Direktorin McQueen leiden. Sie wird zu Unrecht eines Fluchtversuchs beschuldigt und vom Gefängnisarzt mit Elektroschocks traktiert.
Mit der Mitgefangenen Maggie gelingt es Jackie, ein Auto zu stehlen und zu flüchten. Als sie erfahren, dass McQueen eine Gefangene lobotomieren will, beschließen sie eine Rettung. Sie nehmen einer Bande männlicher Bankräuber das Geld ab und fahren mit einem gestohlenen Gefängnistransporter in die Anstalt zurück. In letzter Minute halten sie den chirurgischen Eingriff auf. Es kommt zu einem Gefecht mit der Polizei, bei dem McQueen getötet wird. Jackie und Maggie können flüchten.

## Kritik
Gemäß dem Monthly Film Bulletin ist Das Zuchthaus der verlorenen Mädchen der erste Film seiner Art, der die üblichen Genre-Elemente biete, ohne dass diese aufgesetzt wirkten. „Demmes Versuch eines radikalen Exploitationsfilms hat eine gewisse Nähe zu Fassbinders Bestreben, radikale Filme für ein Massenpublikum in einer allgemein verständlichen Sprache zu machen, und – unter Berücksichtigung grundlegender Unterschiede zwischen der Filmbranche in Hollywood und München –  Das Zuchthaus der verlorenen Mädchen teilt Eigenschaften mit einem Film wie Fassbinders Martha.“ Mit Selbstparodien streiche der Film die Absurdität seiner eigenen Handlung hervor. Demme habe dem Genre neues Leben eingehaucht und dabei eine subversiv feministische Sichtweise beibehalten. Der Lexikon des Internationalen Films hielt den Streifen für eine „Jugendsünde“ Demmes.